# 이와세정
이와세정(岩瀬町)은 이바라키현 니시이바라키군에 설치되었던 정이다. 현재의 사쿠라가와시에 해당한다.

## 개요
1955년 3월 31일에 니시이바라키군 구 이와세초(사쿠라가와시 이와세 청사 등의 시가지 이서의 정역의 거의 서반부, 토미야 지구는 제외한다)와 니시이바라키군 히가시나카무라(현재의 하구로 역 주변, 정역의 동남부), 동군 기타나카 촌(현재의 미나미이다 초등학교 학군 주변, 정역의 북동부, 토미야 지구 포함)이 합병해 발족.니시이바라키군 소속으로 현의 행선기관 등(세무서, 경찰, 보건소 등)은 대부분 미토, 가사마 지구의 관할로 현 중앙에 가까운 문화를 가지고 있었지만, 어느 쪽인가 하면 시모다테 지구 쪽이 가깝기도 해 생활권은 시모다테 지구에 있었다.예를 들면, 면허증의 갱신등으로 경찰서에 나가는 경우, 정역의 어디에 살고 있는가에 따라 다르지만, 시모다테 경찰서(치쿠사이 경찰서)나 마카베 경찰서(사쿠라가와 경찰서)가 더 가까웠다.관할 경찰서에서만 면허 갱신이 가능했을 때는 먼 가사마 경찰서까지 가야 했다. 그런 사실 때문인지 각 시정촌마다 분담하고 있는 소방만큼은 시모다테 지구의 조합이었다.합병 후에는 시모다테 지구(지쿠사이시)의 관할이 되었다.

## 지리
쓰쿠바산 계열의 북쪽 끝에 위치하며 마을 중심을 사쿠라가와(いる川)가 흐르고 있다. 시가지에서는 로드사이드점 외에 주택을 많이 볼 수 있다

## 역사
- 1878년 - 4개의 촌이 합병해 이와세촌이 되었다.
- 1889년 1월 16일 - 미토철도(현재의 미토선)가 개업하였다.
- 1889년 4월 1일 - 정촌제 시행과 함께 니시나카촌이 성립하였다.
- 1925년 1월 1일 - 니시나카촌이 정으로 승격해 이와세정으로 개칭하였다.
- 1955년 3월 31일 - 기타나카촌 히가시나카촌이 합병해 새로운 이와세정이 성립하였다.
- 1982년 - 이와세 역전 지구 토지 구획 정리 사업 조합이 발족
- 1987년 4월 1일 - 쓰쿠바 철도 쓰쿠바 선이 폐지되었다.
- 1991년 - 토지구획정리사업 완료되었다.
- 2005년 10월 1일 - 마카베군 마카베정, 야마토촌과 합병해 사쿠라가와시가 성립해 이와세정은 폐지되었다.

## 행정
- 촌장 : 나카타 히로시
- 의회의장 : 하시모토 이토모로

### 재정
- 세입 : 7,673,608천엔
- 세출 : 7,406,799천엔

(2001년)

## 경제

### 산업
- 주요 산업: 상업, 농업, 석재업

### 취업 인구
- 제1차 산업 977명
- 2차 산업 4,543명
- 제3차 산업 5,643명

## 교통

### 철도
- 동일본 여객철도 미토선

### 도로
- 기타칸토 자동차도
- 국도 제50호선